# 奥村一
奥村 一（おくむら はじめ、1925年1月13日 - 1994年4月2日）は、日本の作曲家。埼玉県出身。

## 略歴
1944年に陸軍戸山学校軍楽生徒隊に入隊し、オーボエを与えられた。東京音楽学校本科作曲科を1947年に卒業、同研究科を1949年に修了。成田為三、橋本国彦、細川碧、信時潔、伊福部昭らに作曲を、永井進にピアノを師事。音楽学校からの同期には芥川也寸志、梶原完、斎藤高順ら14人がいる。1950年代から1960年代には多くの映画音楽を手がけた。
ピアノ作品が多く、リズムとダイナミックスを際立たす音楽が多い。代表作には1961年に書かれた「ピアノ・ソナチネ第4番」がある。
吹奏楽の分野では、藤田玄播、斎藤高順、岩河三郎、岩井直溥、名取吾朗、川崎優、桑原洋明とともに作曲家グループ「ニューエイトの会」を結成し、意欲的に新曲の作曲を行った。行進曲「太陽の下に」が第19回全日本吹奏楽コンクールの課題曲になり、また全日本吹奏楽連盟の委嘱により第27回全日本吹奏楽コンクール課題曲として行進曲「青春は限りなく」を作曲している。
さいたま市立宮前中学校の校歌も手掛けた。

## 主要作品

### ピアノ曲
- ピアノ・ソナタ第1番（1949年）
- ピアノ・ソナタ第2番（1956年）
- ピアノ・ソナタ第3番
- ピアノ・ソナチネ第1番
- ピアノ・ソナチネ第2番（1960年）
- ピアノ・ソナチネ第3番（1961年）
- ピアノ・ソナチネ第4番（1961年）
- ピアノ・ソナチネ第5番（1968年）
- ピアノのための二つのソナタ
- ピアノのためのカプリチオ
- ピアノ独奏曲いたずらっ子のプレリュード
- ピアノ独奏曲ハイウェイ
- 日本民謡ピアノ曲集1・2集（1963年）
- おどり
- 即興舞曲
- トッカータ「工事現場」
- 花に寄せる3つの前奏曲
- 2台のピアノのための「屋台ばやし」
- ピアノ協奏曲
- 「こどもの広場」ピアノ曲集
- 「4つのおはなし」ピアノ曲集
- 「こどもの城」ハイウェイ
- 子供のための2つの作品
- 子供のためのソナチネ
- 「黒いひとみ」の主題による幻想曲（セルゲイ・クロマコフ名義）
- モスクワの想い出：赤いサラファンによる幻想曲（セルゲイ・クロマコフ名義）

### その他の器楽曲
- フルート、チェロ、ピアノのためのトリオ「日本の初春」（1969年）

### 吹奏楽曲
- 行進曲「若人の力」（1966年）
- 行進曲「われら若人」（1966年）
- 音戸の舟唄（1968年）
- 金管アンサンブルのためのコンポジション（1968年）
- バンドのための組曲（1969年）
- 行進曲「オン・トップ・フライング」（1970年）
- バンドのための前奏曲「祈り」（1970年）
- 行進曲「太陽の下に」（1971年） － 第19回全日本吹奏楽コンクール課題曲
- バンドのための舞曲「ラプソディー」（1972年）
- 組曲「秩父夜祭り」（1976年）
- 幻想的詩曲「十和田湖」（1977年）
- 御陣乗太鼓への幻影（1978年）
- バレエ「登呂の人々」豊作祭の踊り（1979年）
- 行進曲「青春は限りなく」（1979年） － 全日本吹奏楽連盟委嘱作品（第27回全日本吹奏楽コンクール課題曲）
- ドラマチック・ファンタジー「阿修羅像」（1980年） － 東京吹奏楽団委嘱作品
- ピアノとウインドオーケストラのための「ラプソディ」 （1982年）
- 葬列（1984年）
- 故郷

### バレエ音楽
- 祭り
- 登呂遺跡
- 天草四郎

### オペラ
- 人待つ女（1958年）
- モノオペラ「静」（1970年）
- お夏狂乱
- 羽衣

### 声楽曲
- ちいさいエトランゼ（作詞：持田勝穂）（1967年）
- 一本の樫の木
- 春四月（新しい日本の歌＝第12集 合唱編）
- 榛名賛歌
- 第2回日本ジャンボリーの歌
- 社歌
- 越谷市の歌
- 群馬県立富岡高等学校校歌
- 群馬県立板倉高等学校校歌
- さいたま市立宮前中学校校歌
- さいたま市立尾間木中学校校歌
- コンピュータの世界
- 埼玉県上尾市立太平中学校校歌

### 映画、ラジオドラマ音楽
- 本日休診（1952年）
- 波（1952年）
- 二つの花（1952年）
- 父帰る（1952年）
- 「幻なりき」より 郷愁（1952年）
- 坊ちゃん重役（1952年）
- 現代人（1952年）
- 若君罷り通る（1952年）
- 花咲く我が家（1952年）
- 夢見る人々（1953年）
- お役者小僧（1953年）
- 愛慾の裁き（1953年）
- 落葉日記（1953年）
- 真珠母（1953年）
- めぐり逢い（1953年）
- 次郎吉娘（1953年）
- 荒川の佐吉 遊侠夫婦笠（1953年）
- 連続放送劇「潮騒」（1954年）
- 蛮から社員（1954年）
- 若き日の誘惑（1954年）
- 恋愛パトロール（1954年）
- 勲章（1954年）
- 新婚たくあん夫婦（1954年）
- 怪人二十面相 第一部 人か魔か?（1954年）
- 名探偵明智小五郎シリーズ 怪人二十面相 第二部 巨人対怪人（1954年）
- 名探偵明智小五郎シリーズ 怪人二十面相 第三部 怪盗粉砕（1954年）
- 僕は横丁の人気者 第一部陽気なゴン兵さん（1955年）
- 僕は横丁の人気者 第二部フーちゃんの子守唄（1955年）
- むすこ大学（1956年）
- 美貌の園 前篇嘆きの花 後篇愛憎の夜（1956年）
- 見事な娘（1956年）
- 魔の季節 春のみづうみ（1956年）
- お母さんの黒板（1956年）
- 鬼の居ぬ間（1956年）
- 楽天夫人（1956年）
- 茶の間の時間 愛情の波紋（1956年）
- 天上大風（1956年）
- 白磁の人（1957年）
- 近くて遠きは（1957年）
- オーケストラの姉妹（1957年）
- 折鶴さんど笠（1957年）
- わが胸に虹は消えず 第一部（1957年）
- わが胸に虹は消えず 第二部（1957年）
- 月と接吻（1957年）
- おトラさん（1957年）
- 消された刑事（1958年）
- デン助の小学一年生（1958年）
- JA750号機行方不明（1959年）
- 一刀斎は背番号6（1959年）
- トップ屋取材帖 迫り来る危機（1959年）
- 闇に光る眼（1960年）
- 勝利と敗北（1960年）
- 素晴らしき遺産（1960年）
- お嬢さんの散歩道（1960年）
- 女妖（1960年）
- 百万弗を叩き出せ（1961年）
- 風神雷神（1962年）
- 野獣の青春（1963年）
- 悪太郎（1963年）
- 黒の死球（1963年）
- 花と怒濤（1964年）
- 悪太郎伝 悪い星の下でも（1965年）